# José Enrique Sánchez
José Enrique Sánchez Diaz (né le 23 janvier 1986 à Valence), connu sous le nom de José Enrique est un footballeur espagnol jouant au poste d'arrière latéral gauche.

## Biographie

### En Espagne
Enrique commence sa carrière footballistique à Levante avant d'aller à Valence. Valence le prête alors aux Celta Vigo pour une saison.
À la fin de ce prêt, en 2006, il signe pour le Villarreal CF après plusieurs bonnes prestations pour le Celta Vigo. Il reçoit le surnom affectueux de Taureau en raison de sa force et de sa ténacité.
L'arrière gauche réalise une saison 2006-2007 réussie avec Villareal avant son transfert vers l'Angleterre.

### Newcastle
Le 6 août 2007, il signe à Newcastle United pour cinq ans contre 6,3 millions de livres.
Il fait ses débuts avec les magpies le 29 août, lors d'un match de Cup à l'occasion d'une rencontre face au club de Barnsley durant laquelle il joue 90 minutes. Newcastle gagne le match 2-0.
Il fait ses débuts en Premier League le 23 septembre entrant en cours de jeu contre West Ham.

### Liverpool FC
Le 11 août 2011 Jose Enrique signe au Liverpool Football Club. Le montant du transfert est de 8 millions d'euros. Le 13 août il dispute son premier match avec l'equipe des Reds.
Il fait des débuts très encourageants notamment lors de la seconde journée de Premier League contre Arsenal Football Club (victoire de Liverpool 2-0).
Le 7 septembre 2017, il annonce qu'il met un terme à sa carrière.

## Vie personnelle
Une tumeur cérébrale rare a été diagnostiquée chez José Enrique en 2018, pour laquelle il subit une opération.

## Palmarès
- Liverpool FC
  - League Cup
    - Vainqueur : 2012

  - Coupe d'Angleterre
    - Finaliste : 2012

- Newcastle United
  - Championship
    - Vainqueur : 2010